# Hundszunge
Die Hundszunge (Glyptocephalus cynoglossus), auch Aalbutt genannt, ist ein rechtsäugiger Plattfisch des Nordatlantiks aus der Familie der Schollen (Pleuronectidae), nicht der Hundszungen (Cynoglossidae). Der Name Rotzunge wird auch für die Limande (Microstomus kitt) gebraucht.

## Beschreibung
Der schlanke (3- bis 4-mal so lange wie hohe) Plattfisch mit im Vergleich zu Scholle und Flunder kleinem Kopf wird bis 50 cm lang. Die Seitenlinie ist vollständig und verläuft im Gegensatz zur Kliesche, aber ebenso wie bei der Limande gerade. Die Brustflosse der Augenseite, mit schwärzlichem Saum, ist kürzer als der Kopf. Auf der Blindseite des Kopfes liegen große Schleimporen. Die Hundszunge ist einfarbig grau bis rotbraun und rau beschuppt.

## Verbreitung und Lebensweise
Die Hundszunge kommt in den gemäßigten Breiten auf beiden Seiten des Nordatlantiks vor, an der europäischen Küste (einschließlich der Nordsee) von Nordspanien bis einschließlich Norwegen, an der nordamerikanischen vom Sankt-Lorenz-Golf bis North Carolina.
Sie bewohnt Schlammböden in 18 bis 1570 Metern Tiefe und ernährt sich dort von Krebstieren, Borstenwürmern, Schlangensternen und Fischen. Sie pflanzt sich nur langsam fort: Zur Verdopplung der Population braucht sie 4½ bis 14 Jahre.

## Nutzung und Gefährdung
Die Hundszunge ist in Deutschland kaum bekannt; wo sie bekannter ist, ist sie aber ein geschätzter und teurer Speisefisch. Aufgrund der relativ langsamen Fortpflanzung wird sie als empfindlich für Überfischung eingeschätzt.

## Belege